# Italijansko nogometno prvenstvo
Italijansko nogometno prvenstvo je bilo najvišje nogometno tekmovanje v Italiji, ki je potekalo med 1898 in sezono 1928-29. Nadomestila ga je Serie A v naslednji sezoni 1929-30.